# The Ground Beneath
The Ground Beneath è un cortometraggio del 2008 diretto da Rene Hernandez.

## Trama
Il giovane adolescente Kaden, costantemente impaurito da tutto ciò che lo circonda, stringe amicizia con Casey, sua compagna di scuola, e Lewis, un ragazzo che trascorre il tempo libero nella sua strada, e spera col loro aiuto di riuscire cambiare la propria vita.

## Riconoscimenti
- 2008 - AFI Awards[1]
  - Miglior sceneggiatura
  - Nomination Best Short Fiction Film
  - Nomination Miglior giovane attore a Thom Green
- 2008 - Australian Screen Editors
  - Miglior montaggio
- 2008 - Melbourne International Film Festival
  - Best Australian Achievement in Cinematography
- 2008 - Screen Music Awards
  - Nomination Miglior colonna sonora
- 2009 - Cittadella del Corto
  - Miglior film
- 2009 - Festival international du court métrage de Clermont-Ferrand
  - Mediatheques Award
  - Press Award - Special Mention
  - Special Mention of the Youth Jury
- 2009 - Giffoni Film Festival 
  - Griffone d'oro - sezione "GENERATOR +16"
- 2009 - St. Kilda Film Festival
  - Miglior attore
  - Miglior colonna sonora originale
- 2009 - Sydney Film Festival
  - Dendy Awards